# خانه طاهری (سبزوار)
خانهٔ طاهری مربوط به اوایل دوره پهلوی است و در سبزوار، خیابان بیهق، کوچهٔ افتخار، کوچهٔ بابایی واقع شده و این اثر در تاریخ ۵ تیر ۱۳۸۴ با شمارهٔ ثبت ۱۱۹۳۴ به‌عنوان یکی از آثار ملی ایران به ثبت رسیده است.